# Vallée de l'Eau Blanche entre Aublain et Mariembourg
Vallée de l'Eau Blanche entre Aublain et Mariembourg este o arie protejată (arie specială de conservare — SAC, sit de importanță comunitară — SCI, arie de protecție specială avifaunistică — SPA) din Belgia întinsă pe o suprafață de 1.371,91 ha, integral pe uscat.

## Localizare
Centrul sitului Vallée de l'Eau Blanche entre Aublain et Mariembourg este situat la coordonatele 50°04′24″N 4°26′36″E / 50.073441°N 4.443308°E.

## Înființare
Situl Vallée de l'Eau Blanche entre Aublain et Mariembourg a fost declarat arie de protecție specială avifaunistică în decembrie 2016 pentru a proteja 25 de specii de animale. Alte tipuri de protecție:
- sit de importanță comunitară (în octombrie 2002)
- arie specială de conservare (în decembrie 2016)[1][3][4]

## Biodiversitate
Situată în ecoregiunea continentală, aria protejată conține 11 habitate naturale: Lacuri eutrofice naturale cu vegetație de tip Magnopotamion sau Hydrocharition, Cursuri de apă de la nivel de câmpie la nivel montan, cu vegetație Ranunculion fluitantis și Callitricho-Batrachion, Pajiști uscate seminaturale și facies de acoperire cu tufișuri pe substraturi calcaroase (Festuco-Brometalia) (* situri importante pentru orhidee), Liziere de ierburi înalte hidrofile de câmpie și de nivel montan până la alpin, Fânețe de joasă altitudine (Alopecurus pratensis, Sanguisorba officinalis), Pante stâncoase calcaroase cu vegetație casmofită, Păduri de fag Asperulo-Fagetum, Păduri de fag din Europa Centrală dezvoltate pe sol calcaros cu Cephalanthero-Fagion, Păduri de stejar sau de stejar și carpen sub-atlantice și medio-europene de Carpinion betuli, Păduri pe pante, grohotișuri și ravene de Tilio-Acerion, Păduri aluvionare cu Alnus glutinosa și Fraxinus excelsior (Alno-Padion, Alnion incanae, Salicion albae).
La baza desemnării sitului se află mai multe specii protejate:
- păsări (13): pescăruș albastru (Alcedo atthis), caprimulg (Caprimulgus europaeus), barză neagră (Ciconia nigra), erete vânăt (Circus cyaneus), cristeiul de câmp (Crex crex), ciocănitoare neagră (Dryocopus martius), egretă albă (Egretta alba), becațină comună (Gallinago gallinago), sfrâncioc roșiatic (Lanius collurio), sfrâncioc mare (Lanius excubitor), ciocârlie de pădure (Lullula arborea), becațină mică (Lymnocryptes minimus), viespar (Pernis apivorus)
- amfibieni (2): Bufo calamita, triton cu creastă (Triturus cristatus)
- mamifere (5): liliac cu urechi mari (Myotis bechsteinii), liliac de iaz (Myotis dasycneme), liliac cărămiziu (Myotis emarginatus), liliac comun (Myotis myotis), liliacul mare cu potcoavă (Rhinolophus ferrumequinum)
- nevertebrate (2): fluturele-tigru (Callimorpha quadripunctaria), Unio crassus
- pești (3): zglăvoacă (Cottus gobio), cicar (Lampetra planeri), lipan (Thymallus thymallus)

Pe lângă speciile protejate, pe teritoriul sitului au mai fost identificate 31 de specii de plante, 9 specii de amfibieni, 14 specii de mamifere, 4 specii de nevertebrate, 3 specii de reptile.